# Marek Brajer
Marek Brajer (* 16. listopadu 1967) je bývalý český fotbalista, záložník.

## Fotbalová kariéra
V československé a české lize hrál za ASVS Dukla Praha a TJ Bohemians Praha. Nastoupil ve 38 ligových utkáních a dal 5 gólů.

## Ligová bilance
| Ročník                                   | Zápasy | Góly | Klub               |
| ---------------------------------------- | ------ | ---- | ------------------ |
| 1. československá fotbalová liga 1987/88 | 7      | 0    | ASVS Dukla Praha   |
| 1. československá fotbalová liga 1988/89 | 5      | 0    | ASVS Dukla Praha   |
| 1. československá fotbalová liga 1989/90 | 3      | 1    | ASVS Dukla Praha   |
| 1. československá fotbalová liga 1991/92 | 8      | 1    | ASVS Dukla Praha   |
| 1. československá fotbalová liga 1992/93 | 15     | 3    | TJ Bohemians Praha |
| CELKEM                                   | 38     | 5    |                    |